# 円地与四松
円地 与四松（圓地 與四松、えんち よしまつ、1895年9月16日 - 1972年11月26日）は、日本のジャーナリスト。
小説家・円地文子の夫。

## 人物・来歴
石川県生まれ。1920年東京帝国大学法学部卒業後、東京日日新聞記者となり、ベルリン特派員としてツェッペリン飛行船の報道をして知られた。
1930年に文子（上田萬年の娘）と結婚。1940年東京商工会議所参事。
戦後は衆議院地方行政委員会調査室長、国立国会図書館受入局長、外務省情報部新聞研究室主事、東海大学教授。

## 著書
- 『空の驚異ツェツペリン』先進社 1929
- 『世界政局の諸断層』内外社 1932
- 『インフレ景気論』千倉書房 1933
- 『グラッドストン伝』改造社 偉人伝全集 1934
- 『世界の変貌』人文書院 1938
- 『経済統制下に於ける経済団体の新展開』昭和図書 1939
- 『国際関係論 世界政局の新展開』丸善 1939
- 『ドイツ史話』日本放送出版協会 ラヂオ新書 1940
- 『臨戦経済態勢の諸問題』昭和図書 1941
- 『統制会体制の進展 附:我が外地統治政策論』秀文閣 1943
- 『ウイリアム・C.ブリット大地球そのもの』東洋経済新報社 ブック・レヴヰウ 1949

翻訳
- ポール・アインツィヒ『"イギリス病"は治るか』稲本国雄共訳 時事通信社 1971

## 論文
- <円地与四松